# Lamborghini Miura Concept
La Miura Concept è una show car costruita dalla casa automobilistica italiana Lamborghini per celebrare il 40º anniversario dell'introduzione sul mercato della Lamborghini Miura.

## La show-car
Esposta in anteprima durante una cerimonia ad inviti presso il Museo della televisione e della radio a Los Angeles il 5 gennaio 2006, fu presentata ufficialmente al Salone dell'automobile di Detroit due settimane più tardi. Costruita sulla piattaforma della Gallardo, si tratta di una maquette perfettamente rifinita ma non marciante, in quanto priva di motore.
Questo modello statico rappresenta il primo progetto curato per la Lamborghini da Walter de Silva, capo designer subentrato a Luc Donckerwolke. Interrogato a proposito del futuro commerciale della "Miura Concept", l'amministratore delegato della Lamborghini Stephan Winkelmann, dichiarò: «La "Miura Concept" è stata solo un omaggio alla nostra storia. Ma la Lamborghini guarda solo al futuro e riproporre il nostro passato non è ciò per cui siamo qui. Quindi non rifaremo la Miura». Attualmente la vettura si trova in esposizione permanente al Museo Lamborghini di Sant'Agata Bolognese.

## Design
La linea della "Miura Concept" è ispirata a quella della "Miura" del 1966 e ne ricalca volutamente la sagoma, sebbene rispetto all'originale sia circa 16 cm più lunga, 11 più alta e ben 23 più larga. Profondamente diversi invece sono gli allestimenti, le dotazioni e le finiture, reinterpretati in chiave contemporanea e attraverso le tecnologie più evolute. I fari, i cerchi e l'inconfondibile persiana posteriore, pur realizzati con accorgimenti all'avanguardia, sono influenzati dal design originale. Vi sono integrati anche elementi modernissimi come le frecce a led sui retrovisori e i diffusori d'aria a lato della calandra.